# Sweet Dreams (Are Made of This) (versión de Marilyn Manson)
«Sweet Dreams (Are Made of This)» es el título del sencillo de la banda de Estados Unidos, Marilyn Manson, para su primer EP: Smells Like Children. La versión original es del grupo Eurythmics, del director David A. Stewart. Es la versión más exitosa de la banda. Su género es distinto al original, ya que entra en el Metal industrial. El sencillo de Marilyn Manson fue estrenado en 1995 en formato CD. Su duración es de 4:53. Es uno de los sencillos que la banda toca más en sus conciertos.
También hay una versión de la canción de Marilyn al lado de la princesa del pop Britney Spears que fue regrabada y agregada al repertorio de la exitosa gira de Spears The Circus Starring: Britney Spears como video interludio.

## Video musical
El video de Marilyn Manson, lo muestra cantando con su banda y en varias escenas sentado con una sonrisa. También muestra el interior de su boca, completamente oscuro. Otra de las cosas que describen el video son las imágenes de un cerdo, las tomas de Marilyn Manson vestido de novia y las tomas distorsionadas de él mismo. Al final del video, Marilyn Manson sale con un peinado raro, con antenas y relojes en ellas. En estas escenas, cambia la voz y la hace tenebrosa y un poco más ronca. Las escenas de Manson se basan en las del videoclip original. La canción se convirtió en un video clásico de MTV de esa época, que ayudó a que la banda «saltara a la fama».

## Apariciones del sencillo
- Smells Like Children (primera aparición).
- The Last Tour on Earth.
- Lest We Forget (CD).
- Lest We Forget (DVD).
- The Circus Starring: Britney Spears como vídeo interludio, interpretada por ambos artistas.
- Murder House en el tráiler.